# Griffin (Geórgia)
Griffin é uma cidade localizada no estado americano de Geórgia, no Condado de Spalding.

## Demografia
Segundo o censo americano de 2000, a sua população era de 23.451 habitantes.
Em 2006, foi estimada uma população de 23.424, um decréscimo de 27 (-0.1%).

## Geografia
De acordo com o United States Census Bureau tem uma área de 37,8 km², dos quais 37,6 km² cobertos por terra e 0,2 km² cobertos por água.

## Localidades na vizinhança
O diagrama seguinte representa as localidades num raio de 16 km ao redor de Griffin.